# Julius zur Nieden
Friedrich Ludwig Julius zur Nieden (geboren am 23. Februar 1837 in Zurstraße; gestorben am 25. Januar 1910 in Schöneberg) war ein deutscher Eisenbahn-Bauingenieur und preußischer Baubeamter, der zuletzt als Oberbaurat und Direktionsmitglied der Königlichen Eisenbahn-Direktion Berlin wirkte.

## Leben

### Herkunft und Ausbildung
Julius zur Nieden stammte aus einer niederrheinisch-westfälischen Pfarrersfamilie. Sowohl sein Vater Karl Gottlieb zur Nieden (1806–1857; verheiratet mit Anna Carolina Schöpplenberg), als auch der Groß- und Urgroßvater wirkten dort als Pfarrer in der evangelisch-lutherischen Kirche. 
Er besuchte das Evangelisch Stiftische Gymnasium Gütersloh, wo er 1855 auch die Reifeprüfung ablegte. Anschließend studierte zur Nieden an der Berliner Bauakademie. Mit der Dissertation Über die Einführung des Blocksignal-Systems wurde er (1871?) an der Philosophischen Fakultät der Universität zu Jena zum Dr. phil. promoviert. Gewidmet hatte er seine Ausarbeitung dem Baurat Julius Ludwig Quassowski (1824–1909), seinerzeit technischer Direktor der Berlin-Potsdam-Magdeburger Eisenbahngesellschaft.

### Werdegang
Nach Ablegung des Baumeister-Examens fand zur Nieden zunächst bei der preußischen Staatstelegraphenverwaltung und nachfolgend bei Privatbahnen Einsatz. Zu Ende des Jahres 1870 war er als Baumeister bei der Berlin-Potsdam-Magdeburger Eisenbahngesellschaft beschäftigt. Bereits früh wurde er als Mitglied in den Architektenverein zu Berlin aufgenommen, wie seine Berufung als Mitglied der Exkursionskommission auf der Hauptversammlung vom 6. Mai 1871 belegt.
Von einschneidender Bedeutung für sein weiteres Wirken war sein Kriegsdienst während des Deutsch-Französischen-Kriegs 1870/1871. Während des Kriegs und in dessen Nachwehen befasste er sich eingehend mit den Einrichtungen für den Rücktransport der Kriegsverwundeten und Kranken. Er hielt Vorträge zum Thema und verfasste in Gemeinschaft mit dem Oberstabsarzt Rudolf Götting, dem Rittergutsbesitzer von Niese, dem Generalarzt a. D. Niese und dem technischen Direktor der Waggonfabrik Ludwigshafen, Rudolf Schmidt (1867–1896), die 1882 erschienene Publikation Der Eisenbahntransport verwundeter und erkrankter Krieger.
Im Oktober 1873 erhielt zur Nieden eine Berufung von seinem bisherigen Dienstherrn, der Niederschlesisch-Märkische Eisenbahn in Berlin, nach dem technischen Eisenbahn-Büro des preußischen Ministeriums für Handel, Gewerbe und öffentliche Arbeiten. Bald nach seinem Wechsel erhielt er dort die Ernennung zum Eisenbahn-Bauinspektor.
Drei Jahre darauf erfolgte im Herbst (Oktober?) 1877 die Versetzung des nunmehrigen Eisenbahn-Bau- und Betriebs-Inspektors Julius zur Nieden an die Betriebsinspektorstelle der Niederschlesisch-Märkischen Eisenbahn in Berlin, wo er im Dienstbereich des Betriebsamts Stettin (Stettin-Berlin) tätig war (1883). 1882 bei Herausgabe der Publikation Der Eisenbahntransport verwundeter und erkrankter Krieger wohnte die Familie zur Nieden offensichtlich in Landsberg an der Warthe. Der Direktionsbereich der Niederschlesisch-Märkischen Eisenbahn hatte 1880 mit der Umwandlung zur Königlichen Eisenbahn-Direktion Berlin eine Ausdehnung erhalten.
Julius zur Nieden behielt trotz wechselnder Dienstbezirke Berlin als Dienstsitz bei. So auch im Februar/März 1884, als er, inzwischen Vorsteher der Bau-Inspektion Berlin-Angermünde-Schwedt in Berlin, als ständiger Hilfsarbeiter an das Königliche Eisenbahn-Betriebsamt Berlin (Direktionsbezirk Erfurt) versetzt wurde und wo er auch im Mai 1884 die Ernennung zum Regierungs- und Baurat erfuhr. Ab Mai 1887 besetzte er dann die Stelle eines ständigen Hilfsarbeiters bei dem Königlichen Eisenbahn-Betriebs-Amt (Direktionsbezirk Bromberg) in Berlin, ehe ihm im April/Mai 1893 die Stelle des Direktors des Königlichen Eisenbahn-Betriebs-Amts (Berlin-Schneidemühl) in Berlin verliehen werden sollte.
1895 folgte als letzte Stufe in zur Niedens Beamtenlaufbahn die Versetzung an die Königliche Eisenbahndirektion Berlin. Mit der Ernennung zum Oberbaurat mit dem Rang eines Ober-Regierungsrats im November 1895 war er dort das ranghöchste technische Direktionsmitglied.
Als Julius zur Nieden zum Juli 1901 in den Ruhestand eintrat, wurde ihm der Kronen-Orden II. Klasse verliehen. Seine Nachfolge in der Wahrnehmung der Stellung als Oberbaurat an der Eisenbahndirektion Berlin übernahm der zuvor in Hannover eingesetzte Geheime Baurat Alfred Goepel.

### Familie
Julius zur Nieden heiratete am 18. November 1867 in Köthen Maria Elisabeth Emma Lucia genannt Elise geborene Schneider (geboren am 19. Oktober 1849 in Köthen; gestorben am 23. Januar 1945 in Heilbronn). Aus der Ehe gingen die Söhne Alfred und Walter hervor, die beide die preußische Verwaltungslaufbahn einschlugen und in verschiedenen Kreisen als Landräte wirkten.

## Auszeichnungen
- 1887: Ritterkreuz I. Klasse des Bayerischen Verdienstordens vom Heiligen Michael[23]
- 1888: Offizier des Ordens der Krone von Rumänien[24]
- 1892: Kaiserlich Russischer Sankt-Stanislaus-Orden II. Klasse[25]
- 1895: Ritterkreuz I. Klasse des Königlich Württembergischen Friedrichs-Ordens[26]
- 1896: Komturkreuz des großherzoglich mecklenburgischen Greifenordens (anlässlich der 50-jährigen Jubelfeier des Vereins Deutscher Eisenbahnverwaltungen)[27]
- 1896: Österreichischer Orden der Eisernen Krone II. Klasse[28]
- 1899: Kommandeurkreuz II. Klasse des Königlich Dänischen Dannebrogordens[29]
- 1901: Persischer Sonnen- und Löwenorden II. Klasse mit dem Stern[30]
- 1901: Preußischer Kronen-Orden II. Klasse[21]

## Schriften
- Über die Einführung des Blocksignal-Systems. (zugleich Dissertation, Philosophische Fakultät, Universität Jena) Gebr. Fickert, Berlin 1871. (online)
- Der Bau der Strassen und Eisenbahnen einschliesslich der für den Betrieb der Eisenbahnen erforderlichen Einrichtungen, unter besonderer Berücksichtigung der bestehenden Gesetze, Reglements, Instructionen etc. und unter Hinweiszung auf die in Zeitschriften etc. besprochenen ausgeführten Beispiele sowie auf andere Quellen. Selbstverlag, Berlin 1878.
- (mit Rudolf Götting u. a.): Der Eisenbahntransport verwundeter und erkrankter Krieger. Selbstverlag, Berlin 1882. / 2. Auflage, Berlin 1883.[9]
- Zelte und Nothbaracken, deren Gerüste aus Stangen und Draht nach Art der Baurüstungen zusammengesetzt werden. Berlin 1886.
- Zerlegbare Häuser. Berlin 1889.
- Nachrichten über die Familie zur Nieden. Berlin 1890.
- Geschichte der Familie von Nedere (Nerdere), thor Needen (der Nedden), zur Nedden, zur Nieden. 3. Auflage, Knoll & Wölbling, Berlin 1892.
- Ist Altena eine Stammburg der Hohenzollern? F. Ebhardt & Co., Berlin 1907.
- Der Wiederaufbau der Burg Altena a. d. Lenne. Selbstverlag, Berlin 1909. (als Sonderdruck aus Vierteljahrsschrift für Wappen-, Siegel- und Familienkunde, Jahrgang 1909, Heft I)